# Pempsamacra
Pempsamacra is een kevergeslacht uit de familie van de boktorren (Cerambycidae). De wetenschappelijke naam van het geslacht werd voor het eerst geldig gepubliceerd in 1838 door Newman.

## Soorten
Pempsamacra omvat de volgende soorten:
- Pempsamacra argentata Pascoe, 1888
- Pempsamacra carteri McKeown, 1942
- Pempsamacra condita Pascoe, 1888
- Pempsamacra dispersa Newman, 1842
- Pempsamacra pygmaea Newman, 1851
- Pempsamacra tillides Newman, 1838